# Oedignatha bucculenta
Oedignatha bucculenta là một loài nhện trong họ Corinnidae.
Loài này thuộc chi Oedignatha. Oedignatha bucculenta được Tord Tamerlan Teodor Thorell miêu tả năm 1897.